# Patrakeevka
Patrakeevka (in lingua russa Патракеевка) è un villaggio situato in Russia, nell'Oblast' di Arcangelo, più precisamente nel Primorskij rajon.